# آرهوس

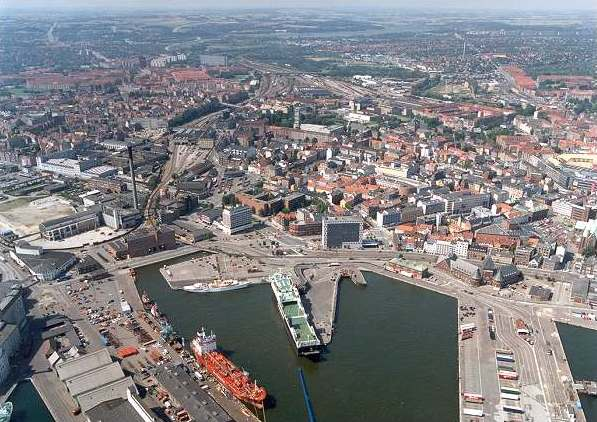
مشهد جوي للمدينة

آرهوس (Aarhus) مدينة تقع في بلدية آرهوس شرق يولاند الدنمارك .
و تعد آرهوس ثاني أكبر مدن الدنمارك بعد كوبنهاغن
تضم آرهوس عدة ضواحي منها برابراند، هاسله، فيبي وسكايبي.
عدد سكان آرهوس الحالي هو 259.754 بينما يصل عدد سكان البلدية إلى 823.893 .

## المناخ
يظهر الجدول التالي التغييرات المناخية على مدار السنة لآرهوس:
| البيانات المناخية لـآرهوس                | البيانات المناخية لـآرهوس | البيانات المناخية لـآرهوس | البيانات المناخية لـآرهوس | البيانات المناخية لـآرهوس | البيانات المناخية لـآرهوس | البيانات المناخية لـآرهوس | البيانات المناخية لـآرهوس | البيانات المناخية لـآرهوس | البيانات المناخية لـآرهوس | البيانات المناخية لـآرهوس | البيانات المناخية لـآرهوس | البيانات المناخية لـآرهوس | البيانات المناخية لـآرهوس |
| الشهر                                    | يناير                     | فبراير                    | مارس                      | أبريل                     | مايو                      | يونيو                     | يوليو                     | أغسطس                     | سبتمبر                    | أكتوبر                    | نوفمبر                    | ديسمبر                    | المعدل السنوي             |
| ---------------------------------------- | ------------------------- | ------------------------- | ------------------------- | ------------------------- | ------------------------- | ------------------------- | ------------------------- | ------------------------- | ------------------------- | ------------------------- | ------------------------- | ------------------------- | ------------------------- |
| متوسط درجة الحرارة الكبرى °م (°ف)        | 2.4 (36.3)                | 2.5 (36.5)                | 5.4 (41.7)                | 10.5 (50.9)               | 15.8 (60.4)               | 18.9 (66.0)               | 21.2 (70.2)               | 20.8 (69.4)               | 16.3 (61.3)               | 11.8 (53.2)               | 6.9 (44.4)                | 4.1 (39.4)                | 11.4 (52.5)               |
| المتوسط اليومي °م (°ف)                   | 0.2 (32.4)                | 0.1 (32.2)                | 2.3 (36.1)                | 5.8 (42.4)                | 10.8 (51.4)               | 14.1 (57.4)               | 16.2 (61.2)               | 15.9 (60.6)               | 12.1 (53.8)               | 8.7 (47.7)                | 4.4 (39.9)                | 1.8 (35.2)                | 7.7 (45.9)                |
| متوسط درجة الحرارة الصغرى °م (°ف)        | −2.7 (27.1)               | −2.8 (27.0)               | −0.9 (30.4)               | 1.2 (34.2)                | 5.5 (41.9)                | 9.2 (48.6)                | 11.3 (52.3)               | 11.1 (52.0)               | 7.8 (46.0)                | 5.0 (41.0)                | 1.5 (34.7)                | −0.9 (30.4)               | 3.8 (38.8)                |
| الهطول مم (إنش)                          | 60 (2.4)                  | 41 (1.6)                  | 48 (1.9)                  | 42 (1.7)                  | 50 (2.0)                  | 55 (2.2)                  | 67 (2.6)                  | 65 (2.6)                  | 72 (2.8)                  | 77 (3.0)                  | 80 (3.1)                  | 68 (2.7)                  | 722 (28.4)                |
| متوسط الأيام الممطرة (≥ 1mm)             | 11                        | 8                         | 10                        | 9                         | 9                         | 9                         | 10                        | 10                        | 11                        | 11                        | 13                        | 12                        | 123                       |
| ساعات سطوع الشمس الشهرية                 | 41                        | 68                        | 112                       | 164                       | 208                       | 212                       | 194                       | 190                       | 130                       | 86                        | 59                        | 43                        | 1٬506                     |
| المصدر: Danmarks Meteorologiske Institut |                           |                           |                           |                           |                           |                           |                           |                           |                           |                           |                           |                           |                           |

## توأمة
لآرهوس اتفاقيات توأمة مع كل من:
- سانت بطرسبرغ
- برغن
- بلدية كوثنبورغ (1946 - )[8]
- توركو
- كوياليك
- هاربن
- روستوك (1964 - )
- كاكورتوك

## أعلام
- مدينا
- أولاوس وورم
- ستيغ توفتنغ
- ينز سكو
- بيورن راسموسن
- غابرييل أكسل
- بيارن ستروستروب
- بول بيدرسن
- رودي دوتشكه
- هارالد هانسن